# Diego Miguel Bravo de Rivero
Diego Miguel José Bravo de Rivero y Zavala, I marqués de Castel Bravo de Rivero (Lima, 26 de noviembre de 1756-Madrid, 22 de julio de 1841), fue un magistrado y militar hispano-peruano.

## Biografía
Sus padres fueron el oidor Pedro Bravo del Ribero y Correa y Petronila de Zavala y Vásquez de Velasco, hija de José de Zavala y Esquivel, VI señor de Casa Zavala. Realizó sus estudios en el Real Colegio de San Felipe y San Marcos y en la Universidad de San Marcos, de la que se graduó de doctor en Leyes. 
Fue capitán del Regimiento Real de veteranos de Lima.
Durante el virreinato ejerció los cargos de subdelegado del Partido de Canta (1796-1806), regidor perpetuo del Ayuntamiento (1797-1806), contador del Tribunal de Amortización (1807), oidor (1814-1820) y alcalde del Crimen (1805-1821) de la Real Audiencia de Lima. En 1808, fue nombrado asesor general y auditor de Guerra del Perú, pero el Consejo de Regencia lo desconoció por lo que, en 1810, pidió su reconocimiento ante el Supremo Consejo de Guerra ejerciendo el cargo de 1814 a 1820. 
En 1807, se casó en Lima con María Josefa de Aliaga y Borda, III marquesa de Fuente Hermosa de Miranda, 
El 10 de abril de 1808, el rey  Fernando VII le concedió el Marquesado de Castel Bravo de Rivero con el vizcondado previo de Zavala. Anteriormente había sido nombrado caballero de la Orden de Carlos III y caballero de la Orden de Santiago (1789).
En 1821, al proclamarse la Independencia del Perú, como otros miembros de la nobleza, dejó sus cargos y propiedades y se exilió a España. Allí fue nombrado caballero gran cruz de la Orden de Isabel la Católica (1824) y miembro honorario del Supremo Tribunal de Justicia, además de fiscal, juez de ministros, superintendente de Tesoros y miembro de la Junta de Caballería del Real Consejo de Órdenes. 
- Datos: Q16491981